# Palazzo della Borsa (Catania)
Il palazzo della Borsa di Catania è un edificio pubblico situato ad ovest dell'omonima piazza, presso piazza Stesicoro e da cui parte Via Sant'Euplio: è stato costruito nei primi anni trenta del Novecento come sede della Borsa valori, ma con l'abolizione di questa istituzione, da decenni esso è sede della Camera di Commercio cittadina.

## Storia
Venne progettato dall'architetto Vincenzo Patanè come sede del "Consiglio Provinciale dell'Economia Corporativa", sotto la cui destinazione d'uso l'edificio è stato inaugurato il 29 ottobre 1933. Esso insiste sul luogo in cui sorgeva un tempo un Convento dei Cappuccini poi abbattuto o demolito, che per un periodo ha ospitato anche un istituto di istruzione pubblica.

## Descrizione
Il palazzo ha tre piani, e nella sua facciata principale su piazza Stesicoro è costituito da un pianoterra dal soffitto molto alto e da due piani con finestre a sesto semicircolare. Questo espediente fu necessario per risolvere il problema relativo al fatto che l'edificio è stato costruito su un terreno in forte pendenza. Alla sommità della "Salita dei Cappuccini" ha soltanto due piani dei quali uno terreno. Vi si accede da una scalinata in pietra lavica e la facciata principale è interamente rivestita con pietra bianca locale e decorata con elementi architettonici. L'ingresso principale, ad angolo, è contornato da due colonne che sorreggono il balcone del primo piano. Tutte le aperture del pianoterra sono protette da artistiche inferriate in ferro battuto.
La grande finestra al primo piano, sopra l'ingresso principale, è sormontata da un timpano spezzato sormontato dallo stemma di Casa Savoia, regnante ai tempi della costruzione del palazzo. Anche le altre finestre al primo piano, dotate di balaustre, sono sormontate da timpani, sia interi che spezzati. Il secondo piano ha finestre senza archi ed è sormontato da un cornicione. Tutto l'edificio è impreziosito da lesene bugnate.
Agli inizi degli anni 2000 l'edificio è stato ristrutturato, sia all'esterno che all'interno, e le colonne dell'ingresso principale ingabbiate in un'armatura in ferro.